# Futuristi
Futuristi su naučnici koji u okviru nauke futurologije pokušavaju da sistematski istraže mogućnosti predviđanja budućnosti.

## Definicija

### Prošlost futurista i pojava termina
Termin "futuristi" najčešće se odnosi na ljude koji pokušavaju da predvide budućnost ( često pod nazivom Trend analiza) kao što su autori, konsultanti, mislioci, organizacioni lideri i drugi koji se bave interdisciplinarnim naukama i sistemima. Oni bi trebalo da savetuju privatne i javne organizacije o različitim globalnim trendova, mogućih dešavanja ili nekih novih prilika na tržištu i kako da upravljaju rizicima. 
1842. identifikovana je najranija upotreba termina futurizma na engleskom jeziku, koja je objašnjena u Oksford engleskom rečniku. Bila je u teološkom kontekstu i odnosila se na hrišćansku eshatolosku tendenciju : (grana teologije koja se bavi završnim događajima u istoriji sveta ili čovečanstva)
Sledeća zabeležena upotreba ovog termina je bila usvojena od strane italijanskih i ruskih futurista, umetničkih, književnih i političkih pokreta iz 1920-ih i 1930-ih koji su tražili da se odbaci prošlost i prihvati brzina i nove tehnologije.
Postoji veliki broj organizacija koje su specijalizovane u ovoj oblasti uključujući Svetsku budućnost društva.
Vizionarski pisci poput Žila Verna, Edvarda Belamija, i Herberta Džordža Velsa nisu u njihovom vremenu bili okarakterisani kao futuristi. Termin futurologija u savremenom smislu prvi put je upotrebio u sredinom 1940-ih nemački profesor Osip K. Flečtim, koji je predložio novi metod računa verovatnoće.
Sredinom 1940-ih prve profesionalne "futurističke" institucije kao što su RAND i SRI su počele da se uključuju u sistematski trend posmatranja, razvoja scenarija i vizije, u početku na dogovor vojske i vlade za vreme Drugog svetskog rata. Početkom 1950. privatne institucije i korporacije su nastavile taj projekat. Period od kraja 1940. do sredine 1960. postavio je konceptualne i metodološke osnove savremene oblasti futurologija. Bertran d' Žuvenel „Umetnost hipofize” 1963. i Deniz Gabor " Otkrivanje budućnosti " 1964. se smatraju najznačajnijim ranim radovima , a prvi američki univerzitet, potpuno posvećen budućnosti je počeo je sa radom Elvin Tofler u Novoj skoli 1966.

### Moderni futuristi
U širem smislu, u moderne futuriste spadaju profesionalne i akademske grupe vizionara, korporativne stratege, analitičara politike, kulturne kritike, planeri, marketing, prognozeri, programeri predviđanja na tržištu,investicioni menadžeri i drugi analizatori rizika, i budućih orijentisanih ljudi obrazovanih u svakoj akademskoj disciplini, uključujući i antropologije, kompjuterske nauke, ekonomije, inženjerstva, urbanog dizajna, evolucione biologije, istorije, upravljanje, matematike, filozofije, prirodnih nauka, političke nauke, psihologije , sociologija, sistemi teorija, tehnologija studije, analize trenda, i drugih disciplina.

## Studije futurologije
„Studije futurologije” ili ponekad samo futurologija, bave se istraživanjem budućnosti i predostrožnosti. Mogu se sažeti u „tri P i V,” odnosno „possible, probable, and preferable”( moguća, verovatna i poželjna) budućnost, i „wildcards”(džoker znakova), koja ima nisku verovatnoću da će se desiti, ali je od velikog značaja. Čak i sa vrlo verovatnim događajima kao što su pad telekomunikacionih troškova, rast interneta, ili starenja demografije pojedinih zemalja, često postoji značajna nesigurnost. Ključni deo analize budućnosti jeste upravljanje neizvesnosti i rizikom. 

## Futuristi i futurologija
Nisu svi futurolozi uključeni u rad futurologije podjednako. Nekonvencionalni futuristi nisu. I dok religiozni futuristi, astrolozi okulisti i divinisti novog doba itd. koriste metode koje ne uključuju izučavanje, ništa od njihovog ličnog otkrovenja ili posla baziranog na verovanju ne bi palo pod definiciju konsenzusa futorologije koja se koristi na akademijama ili profesionalnim studijama.
Nekoliko autora je postalo prepoznatljivo kao futuristi. Oni istražuju trendove, naročito u tehnologiji i pišu svoje zapažanja, zaključke i predviđanja. U ranijim erama, mnogi futuristi su bili u akademskim ustanovama. Džon MekHejl, autor “Buducnost buducnosti”, objavio je 
"Rečnik futurista" i napravio je"Centar za integrisane studije" na univerzitetu. Futuristi su pokrenuli konsultacije grupa ili su zarađivali novac kao govornici, uključujući Elvina Toflera,Džona Heisbita i Patrika Diksona. Frank Feder je poslovni govornik koji se predstavlja kao pragmatični futurista. Neki futuristi imaju sličnosti sa naučnom fantastikom i sa nekim piscima naučne fantastike kao što je Artur Klark. U predstavljanju “leve ruke tame”, Ursula Le Gvin je razdvojila futuriste od novelista. U njenim rečima “novelisti lažu”
108 anketa futurista je našla sledeće pretpostavke:
1. Mi smo u sredini istorijske transformacije. Sadašnja vremena nisu samo deo normalne istorije.
2. Mnogo perspektiva su u srcu futurističkih studija, uključujući nekonvencionalno razmišljanje, unutrašnju kritiku i poređenje između kultura.
3. Više perspektive su u srcu studija budućnosti, uključujući i nekonvencionalnog razmišljanja, unutrašnje kritike, i unakrsno kulturna poređenja.
4. Uzeti u obzir alternativu. Futuristi ne vide sebe kao proroke bez cene, zapravo su svesni mogućnosti.
5. Učestvovanje budućnosti. Futuristi generalno vide svoju ulogu kao sprovođenje liberalizma budućnosti u svakoj osobi i kreiranje proširenog vlasništva budućnosti.
6. Dugoročna politika transformacije. Neki su mnogo više okrenuti politici, dok skoro svi misle da je posao futurista da oblikuju politiku tako da svesno i eksplicitno uzimaju sve dugoročno.
7. Deo procesa kreiranja alternativne budućnosti i uticaja alternativne narodne politike je interna transformacija. Na internacionalnim sastancima, strukturni i individualni faktori su jednako važni.
8. Kompleksnost. Futuristi veruju da jednostavno jedno dimenzionalna ii jedno disciplinska promena nije dobra. Multidisciplinarna orijentacija uzima kompleksnost kao ozbiljnu i neophodnu. Sistemi razmišljaju, posebno u svojim evolutivnim dimenzijama, krucijalni su.
9. Futuristi su motivisani promenom. Oni ne objašnjavaju prognozu. Ni ostvaruju aktivnu ulogu u transformaciji sveta.
10. Oni se nadaju boljoj budućnosti kao čudaci
11. Mnogi veruju da su pragmatisti u svetu čak i kada zamišljaju i rade za drugoga. Futuristi imaju dugoročnu perspektivu.
12. Održiva budućnost, razmišljaju kako da ne smanje opcije budućnosti, koje uključuju politiku prirode, pola i druge paradigme. Ovo se odnosi na korporativne futuriste i ostale nevladine organizacije. Održivost sredine je u jedinstvu sa tehnološkim,spiritualnim i post strukturalnim idealima. Održivost nije nazad u prirodu ideal, već svojstvo tehnologije i kulture.

## Spoljašnje veze
- Futurist (ASF definition) Архивирано на веб-сајту  (12. фебруар 2009)
- THE FUTURIST magazine
- Association of Professional Futurists